# Antidesma nienkui
Antidesma nienkui är en emblikaväxtart som beskrevs av Elmer Drew Merrill och Woon Young Chun. Antidesma nienkui ingår i släktet Antidesma och familjen emblikaväxter. Inga underarter finns listade i Catalogue of Life.